# Acalypha hypogaea
Acalypha hypogaea é uma espécie de flor do gênero Acalypha, pertencente à família Euphorbiaceae.